# Jason Rhoades
Pour les articles homonymes, voir Rhoades.
Jason Rhoades (né le 9 juillet 1965 à Newcastle - décédé le 1er août 2006 à Los Angeles) fut un plasticien contemporain américain.